# Arsenal de Taiyuan

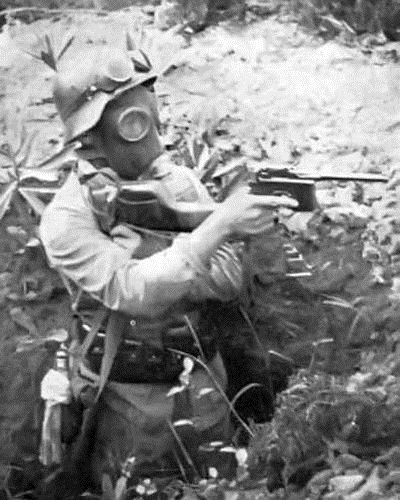
Soldat chinois portant un masque et épaulant un Shanxi Type 17 fabriqué par l’arsenal de Taiyuan de 1928 à 1930.

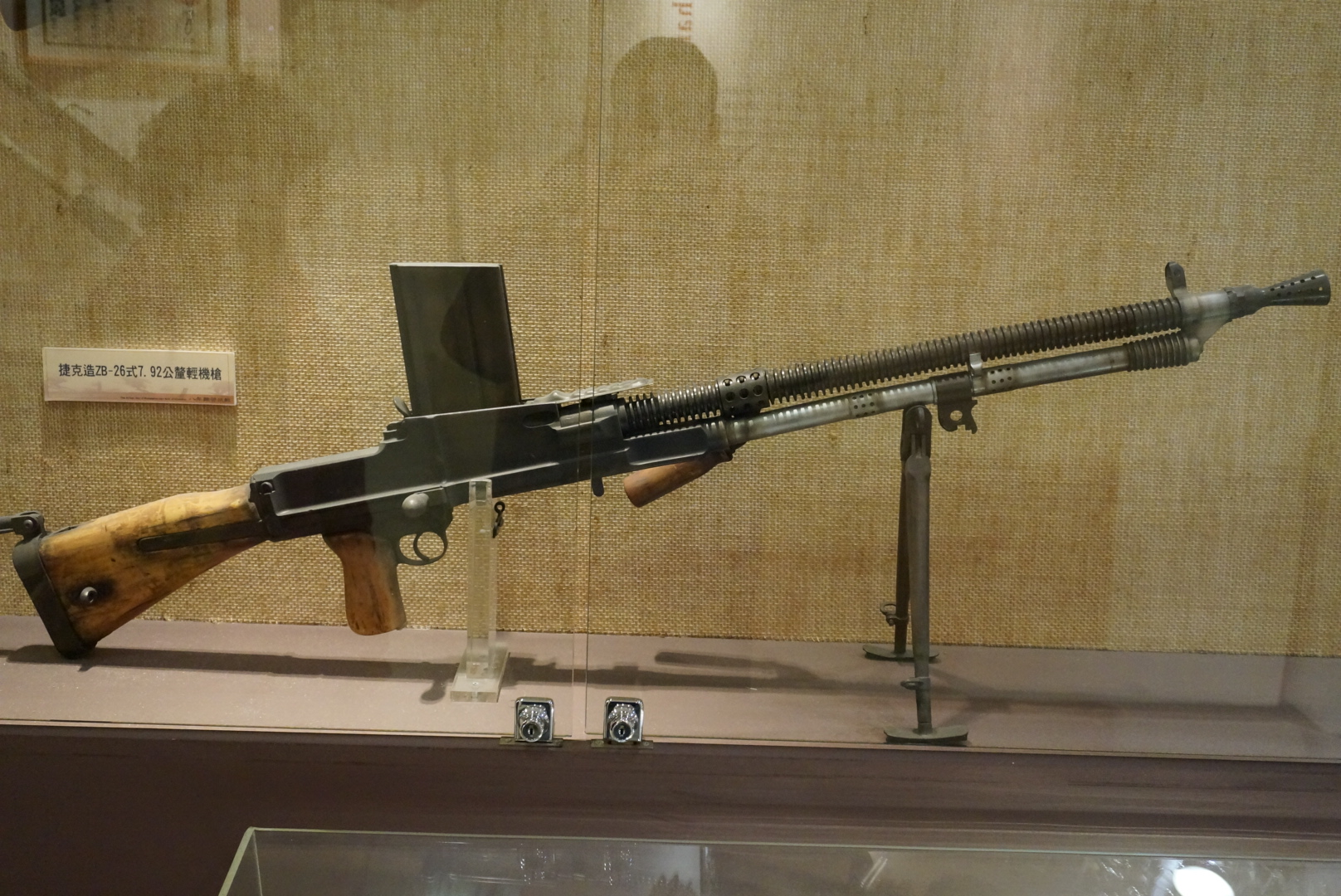
Le Fusil-Mitrailleur Type 26 : la copie chinoise du ZB 26 fut principalement produite à l'Arsenal de Taiyuan à partir de 1937.

L'Arsenal de Taiyuan est un site de production d'équipements militaires chinois fondé en 1912 par une décision de Yen Hsi-Shan (1883-1960), alors  gouverneur de fait de la province chinois du Shanxi. En 1949, l'arsenal tomba au main des communistes, qui continueront de le faire fonctionner.

## Histoire

### Durant la période des seigneurs de guerre (1923-1937)
Cet arsenal était essentiel au pouvoir militaire de Yan Xishan. 
En 1923, l'arsenal commença à fabriquer un canon d'infanterie de type 12 , d'une portée maximale de 5 000 mètres. En 1925, l'arsenal commença à fabriquer un obusier d'infanterie de type 14. Ces deux armes ont été conçues pour la guerre en montagne. Toujours dans l'optique de la guerre en montagne, l'arsenal a également pu entamer la production de copies d'un canon de montagne lourd allemand de 105 mm et d'un canon de campagne de 88 mm. 
En 1926, l'Arsenal de Taiyuan avait produit 1 500 fusils, 500 pistolets militaires à manche à balai de type Mauser (probablement des Shanxi Type 17), 300 mortiers, obus de mortier, grenades à main et trois millions de cartouches par mois avec des techniciens étrangers, assistés par des Chinois formés aux États-Unis, supervisant et formant près de 8 000 ouvriers chinois.
En 1930, l'arsenal comptait 3 800 machines de production et 15 000 ouvriers et techniciens. L'usine était pleinement capable de produire non seulement des pistolets, des fusils et des mitraillettes, mais également des mitrailleuses lourdes, des mortiers, des canons, des grenades et d'autres articles. L'arsenal était un producteur majeur du ZB vz. 26, une mitrailleuses légères et de mitraillettes Thompson.

### Pendant laSeconde guerre sino-japonaise
Après sa capture par les Japonais en novembre 1937, après la bataille de Taiyuan, l'arsenal de Taiyuan a continué à fonctionner en produisant la mitrailleuse légère ZB vz. 26 chambrée pour la cartouche japonaise de calibre 6,5 mm au lieu de la cartouche chinoise de 7,92 mm.

### Lors de laguerre civile chinoise
Reconquis par Yan Xishan après août 1945, l'arsenal avait été pillé par les Japonais. Yan a fait tout son possible pour faire retrouver à l'arsenal sa capacité de production, en prenant les machines des usines des sympathisants japonais, à condition qu'il s'agisse des machines spéciales dont l'industrie de l'armement avait besoin. Il a ainsi reconstruit son industrie sidérurgique à but militaire. Yan n'a pas hésité non plus à employer de force des prisonniers de guerre japonais, et à utiliser des techniciens japonais restés sur place.
Au début de l'année 1949, les américains ont envoyé à Yan deux Curtiss C-46 chargés d'explosifs, afin qu'il détruise l'arsenal, afin qu'il ne tombe pas au mains des communistes. Pour autant contrairement aux attentes des américains, Yan laissa l'arsenal intact. L'arsenal sera donc capturé par les communistes au cours de l'année 1949.

### Sous la Chine communiste
La capture d'arsenaux nationalistes a permis aux communistes de résoudre leurs problèmes de production d'armement. L'arsenal de Taiyuan comptait parmi les arsenaux capturés. Au moment de sa capture, la CIA estimait que l'arsenal était capable de produire, par mois, 1500 munitions légères et 90 000 obus d'artillerie,.  
En 1959, l'arsenal se composait de 9 bâtiment, certains étant des fabriques de divers équipements (armes, munitions, explosifs), d'autres étant des entrepôts.  

## Armes produites
- Canon Type 12
- Obusier Type 14
- Fusil Tchang Kaï-chek Type 24
- Mitrailleuse Type 24
- Pistolet Shanxi Type 17 (copie du Mauser C96 en calibre 11,43 mm).
- Fusil mitrailleurs Types 26 et 30